# Lojze Grozde
Lojze (Alojzij) Grozde (Zgornje Vodale, Sevnica, 27. svibnja 1923. – Mirna, 1. siječnja 1943.) bio je slovenski pjesnik i mučenik. Blaženik je Katoličke Crkve.

## Životopis

### Djetinjstvo i školovanje
Lojze Grozde rođen je 27. svibnja 1923. u Zgornjim Vodalama u dolenjskoj župi Tržišče od majke Marije Grozde i oca Franca Udovča, koji su živjeli zbog siromaštva u izvanbračnoj zajednici. Majka je radila kao najamnica. Godine 1927. udala se za Franca Kovača, ali se Lojze nije smio pridružiti svojoj majci u novom domu; morao je ostati kod rodbine, iako je stalno želio vidjeti majku. Kasnije, kako je Lojze dobro napredovao u školi, pridobivao je sve više naklonost i svog očuha. 
Bio je pobožno i marljivo dijete te mu učenje nije predstavljalo poteškoću, makar je morao služiti i kao pastir krava. Nakon četiri razreda pučke škole krenuo je u gimnaziju u Ljubljanu. Školovanje su mu omogućili tetka Ivanka i drugi dobrotvori. Stanovao je u katoličkom đačkom zavodu Marijanišče i pohađao klasičnu gimnaziju, gdje je bio odličan đak. Među školskim se drugovima isticao kao »pjesnik i literat«. Postao je član i kasnije vođa đačke Katoličke akcije i surađivao u zavodskoj zajednici Marijine družbe.
Zadnje godine njegova gimnazijskog školovanja počeo je Drugi svjetski rat. Ratna stradanja bila su mu poticaj za jačanje duhovnog života, osobito štovanja euharistijskog Isusa. Svi znaci su pokazivali, da Lojze želi poći u bogosloviju. Nije se bavio politikom niti se htio uključivati u neku stranku. 
O njegovu stavu do rata i građanskog rata možemo zaključivati iz njegovih riječi za vrijeme posjete rodbini dva mjeseca prije tragične smrti. Na nagovaranje: „No, Lojze, kako izgleda, trebat ćeš uzeti pušku u ruke;” odlučno je kazao:  „Ne, ja je neću; to nije moja zadaća! Ja sam određen za nešto drugo.” Iz njegovih riječi i ponašanja možemo vidjeti njegov miroljubivi stav. On nije htio »činiti pravde oružjem«, nego obraćati grešnike »uvjeravanjem, molitvom i žrtvom«.

### Mučeništvo, smrt i pokop
Za vrijeme božićnog raspusta u osmom gimnazijskom razredu Grozde nije išao kući jer je tamo bilo sve više nasilja i posjete nisu bile jednostavne. Usprkos upozorenjima odlučio se na odlazak za Novu godinu 1943. Zamolio je za putnu dozvolu. Najprije se javio prijateju u Strugama. Na prvi petak, koji je te godine pao na 1. siječnja, bio je na misi u Cistercitskom samostanu Stična, a zatim je pošao vlakom iz Ivančne Gorice do Trebnja. Tamo je saznao da vlakom ne može dalje jer je pruga bila prekinuta. Htio je otići do Mirne pješice. Usput je presjeo na neki vlak s konjskom zapregom. Poradi nesigurnih prilika vozač ga je tek nerado pustio na vlak.
Kod prve kuće u Mirni morao je sići jer ga je zaustavila i uhvatila partizanska straža te ga počela saslušavati. Kod njega su našli latinsku misnu knjižicu, knjigu duhovnih pobuda Tome Kempenca Nasljeduj Krista i knjižicu o Majci Božjoj Fatimskoj. Odveli su ga u obližnju gostionicu te ga dalje saslušavali. Ozbiljnost situacije pokazuje činjenica da su, tri sata prije nego što su uhvatili Grozdeta, u Mirni strijeljali bogoslova Janeza Hočevara koji je za praznike htio obići svoje rođake u bližnjom Šentrupertu - uplašen kad je vidio partizane htio je pobjeći, a su ga puškom upucali, da je pao mrtav. Kao u bogoslovu su i u Lojzetu tražili vojnog obavještajca, no u njemu su našli mladog čovjeka s vjerskim uvjerenjem koje su oni prezirali i progonili. 
Među ljudima se brzo iza toga pronio glas o okrutnosti novogodišnjeg slavlja Tomšičeve partizanske brigade koja je zaposjela Mirnu i kako su pred punom dvoranom mučili mladoljetnog đaka Lojzeta. Neki doduše tvrde danas, da nije bilo mučenja. Tako na primjer umirovljeni partizanski general Lado Kocijan iz brigade Matija Gubec - koji nije nazočio događajima - piše bez dokaza poslije 1991. godine da je bio za sud Grozde belogardistički kurir i zato osuđen na smrt. General tvrdi: "Izmišljotina je da su ga mučili tako da su mu skidali kožu s tabana i odrezali jezik i prste. Ali su partizani zakopali leš previše plitko, zato su manje rane na njemu prouzrokovale šumske životinje koje su ga ogrizle. »Nije bilo mučenja…«, tvrdi dakle nekadašnji borac.
Ipak o mučenju govori već prvi Grozdetov kratki životopisni sažetak:
„U božićnim praznicima 1942 otišao je Lojze u Dolenjsku ka majci i rođacima. Ali kući nije stigao. U Mirni su ga uhvatili komunisti, ga dva sata strašno mučili, a zatim ga ubili. Izvješća kazuju, da je muke odano podnosio.” Slično također njegov poglavar - sluga Božji dr. Anton Strle spominje, da leš nije bio pokopan i da je posebna komisija odmah poslije pronalaska ustanovila na njemu očite tragove zlostavljanja. Sastavili su i točan zapisnik mučenja s vlastoručnim potpisima svjedoka, koji je poslije rata ondašnja vlast otuđila iz biskupskog arhiva u Ljubljani.
Dana 23. veljače 1943. se djelomice otkrilo što se je događalo s Grozdetom kojega su usred noći mučili u Mirni. Školarci su brali u šumi visibabe i pronašli njegov leš. Na njemu su bili tragovi strašnoga mučenja, a leš je bio neraspadnut, makar je tada bilo dosta toplo vrijeme. Prevezli su ga u susjedni Šentrupert gdje je komisija načinila zapisnik. Grozdetovo tijelo su zatim pokopali na šentrupertskom groblju. Zbog opasnih prilika onih dana ga naime nije bilo moguće prevesti u domaću župu Tržišče. Vijest o mučenju i ubojstvu nevinog studenta među ljude je unijela nemir te duboko potresla njegove školske drugove i profesore, poznanike i prijatelje. Grozdetov glavni mučitelj je točno četiri godine iza toga, 1. siječnja 1947., počinio samoubojstvo: navezao se autom pred vlak te bio na mjestu mrtav.

## Pjesništvo

### Pjesnik, koji naslućuje svoju smrt
Godine 1991. je izašla iz tiska neke vrste četvero-logija o Grozdetu s naslovom Slovenski mučenec Lojze Grozde (Slovenski mučenik Lojze Grozde). U njoj je najprije životopis, kojega je vjerno prema izjavama mnogih svjedoka te iz vlastitih iskustava i uspomena napisao Lojzeov odgojitelj, koji ga je i najbolje poznavao, prefekt u zavodu Marijanišče, doktor Anton Strle. To je pretisak izdanja iz godine 1944., proširen ocjenama Kermaunera, kratkim uspomenama Pogačara i izborom pjesama, koje je pripremila povjesničarka Berta Golob. Po štampanju knjige Mladić Krista Kralja (Mladec Kristusa Kralja) Strlea su vlasti na pet godina zatvorile te mu pridodale još tri godine oduzimanja građanskih prava. Strle je strpljivo podnosio sudbinu, vrlo sličnu onoj, koja je skoro u isto vrijeme zadesila zagrebačkoga nadbiskupa i kasnijeg kardinala Alojzija Stepinca. U toj knjizi kasniji profesor dogmatike na Teološkom fakultetu u Ljubljani opisuje, "kako su Lojzea boljele nesreće, koje su druga za drugom dolazile nad narod" za vrijeme (građanskog) rata. Ipak "malodušnost u Lojzeovu srcu nije imala mjesta." To pokazuje i pjesma Bolni sonet iz godine 1942.:
| Bolni sonet (dio - slovenski izvornik) | Bolestni sonet (dio - hrvatski prijevod) |
| --- | --- |
| Slovenija, Slovenija, ti moja rana! Pozabljena, prezrta in izdana, sovragu prepuščena brez moči! Stegnile so krvave se roke, da te oskrunijo, raztrgajo, zdrobe - "miruj, srce, miruj: Bog še živi." | Slovenijo, Slovenijo, ti moja rana! Zaboravljena, prezrena te izdana, Neprijatelju prepuštena bez moći! Posegnule su krvave ruke, da te oskvrnave, rastrgnu, zdrobe - "miruj, srce, miruj: Bog još živi." |

Janez Pogačar, koji je Lojzea osobno poznavao, jer je kod njih služila Lojzeova tetka Ivanka, napisao je Sitne uspomene (Drobec spominov). U njima potvrđuje da Lojze nije htio uzeti oružje u ruke i da je zbog toga morao progutati mnogošto. Sakupljali su se tamni oblaci. Počelo je ubijanje nevinih ljudi, naročito u okolini Ljubljane i na Dolenjskom. Devetnaestogodišnji Lojze se upitao, je li po savjesti pozvan i dužan da se umiješa u taj metež, možda također oružjem, ako će biti potrebno. Sjećam se, da je na pitanje moje sestre odlučno odvratio: "Ja nisam za to." "Zašto pak jesi?" je sestra vrtjela u njega. Lojze pak je šutio.
Povjesničarka Berta Golob priredila je tematski izbor Grozdeovih pjesama: raspoloženjske, religiozne i ljubavne pjesme. O njemu kao pjesniku kaže Kermauner: "Grozde se i u pjesmama pokazuje takav, kakvoga ga je ocrtao Strle u knjizi »Mladić Krista Kralja« (»Mladec Kristusa Kralja«, Ljubljana, 1944.). Grozdeova ambicija nije: biti pjesnik; takva je Balantičeva. Grozde hoće biti svetac." Istina je doduše, da su smrt slutili također drugi pjesnici; na primjer Srečko Kosovel (1904-1926) kod Slovenaca, Đuro Sudeta (1903-1927) kod Hrvata ili Branko Radičević (1824–1853) kod Srba. Imamo takvih slutnji i kod velikih pjesnika ili pisaca drugih naroda: oni smrt nisu samo slutili, nego su mladi i umrli. Ipak se ovdje radi o očekivanju smrti, koju donosi bolest – a najčešće tada još neizlječiva tuberkuloza. U Grozdetovu slučaju se pak radi ne samo o slutnji smrti, nego o predviđanju (svoje) krvavo-nasilne i okrutne smrti. Nevjerojatno je sličan Balantiču (1921-1943), u tamnoj slutnji da smrt nije više daleko. U tome je pak Francu Balantiču i Lojzeu Grozdetu još najbliži Ivan Goran Kovačić (1913-1943). Slično je slutio i opisivao svoju skoru i krvavu smrt Miklós Radnóti (1909-1944). Kao što je bilo Grozdetovo i Balantičevo djelo izdano tek postumno, tako je bilo i s Goranom (Jama), Brankom i Miklošem. 
Spomenimo Grozdetovu pjesmu koju je napisao kao četrnaestogodišnjak:
| Utrinek (dio - slovenski izvornik) | Iskra (dio - hrvatski prijevod) |
| --- | --- |
| Spodaj je drevo, mrtvo in golo; zadnji list z njega zdaj leti na tla: vrača se v zemljo. Pa se mi zazdi - meni govori: "Kmalu za menoj, morda še nocoj, šel boš tudi ti." | Dolje je drvo, mrtvo i golo; zadnji list s njega sada leti na tla: vrača se u zemlju. Pa se mi pričini - meni govori: "Uskoro za mnom, možda jošte noćas, ići ćeš i ti." |

Neka slutnja, da će mlad morati umrijeti, i također o načinu te smrti - je dakle već rano često izražena u njegovim pjesmama. Ako smijemo vjerovati Strletovu zapisu izvještaja, koji je sastavila komisija kod nalaza Grozdetovega trupla, je bila ta njegova tamna slutnja više nego utemeljena. Ali on se ne zaustavlja kod straha i groze, koja redovno prati takvu zlu slutnju kod mladih pjesnika i također kod njega; slično je pun groze i Balantič npr. kod soneta "V ognju groze plapolam" (U vatri groze gorim). Obadvoje ipak vjeruju u Boga i zato zaključak nije očaj, mržnja ili osveta (u Jami npr. "mržnja planu"), nego nada i praštanje: "Miruj, srce, miruj (jer) Bog još živi" (i on će suditi).

### Lojze Grozde - simbol
Književni povjesničar i dramaturg Taras Kermauner je u popratnoj besjedi Grozdeovom životopisu zapisao: »Grozde ujedinjuje Baragovu revnost i apostolat, Gnidovčevu askezu i patnju, Slomšekov dar za organizaciju i samosvijest... Simbolizira sve mučeništvo, koje su podnijeli kršćanski i katolički Slovenci za vrijeme Drugog svjetskog rata i po njemu poradi svoje pripadnosti vjeri... Morali bi vratiti njegov lik u opću svijest o herojima, koji su bili toliko godina slavljeni i gurani u prvi plan kao jedini primjerni. Danas nam je za uzor potreban baš takav čovjek kao Grozde - mučenik, svetac. Ne čovjek agresivne vojne akcije, koji misli, da će Boga uvažiti oružjem i tuđom krvlju... Ne plašim se zapisati, da spada Grozde među najveće mlade Slovence; da je upravo njegovo držanje smjerodavno i sadržajem najvrjednije.«

## Štovanje

### Beatifikacija u starodrevnom gradu Celju
Povodom 50. godišnjice Grozdetove smrti Ljubljanska nadbiskupija započela je crkveni postupak za priznanje njegova mučeništva te time za njegovu beatifikaciju i kanonizaciju. Papa Ivan Pavao II. ga je prilikom prve posjete Sloveniji (16. – 19. 5. 1996.) dvaput spomenuo. Među ostalim rekao je: »Sluga Božji Lojze Grozde je samo jedna od bezbrojnih nevinih žrtava komunizma, koje visoko dižu palmu mučeništva kao neizbrisivu uspomenu i opomenu. Bio je Kristov učenik.« Papa Benedikt XVI. pak je kazao, da sveci nisu prošlost, nego predstavljaju sadašnjost i budućnost Crkve i društva. U punini su ostvarili ljubav u istini, koja je u kršćanskom životu najviša vrijednost. Njihovi likovi su kao prizme, koje u različitim nijansama odražavaju jedinstveno svijetlo, koje je Krist.
Poruka dugo očekivanog izvještaja, kojeg su u srijedu, 19. svibnja, preko papinske nuncijature u Sloveniji dostavili novomeškom biskupu Andreju Glavanu i postulaturi za beatifikaciju sluge Božjega Lojzeta Grozdeta glasila je: »Rim je odredio, stvar je završena«. Već 27. ožujka 2010. je stigla iz Rima vijest, da je papa odobrio dekret o mučeništvu Alojzija Grozdeta. Toga dana je naime papa Benedikt XVI. primio u audijenciju prefekta Kongregacije za postupke svetaca, nadbiskupa Angela Amata, i potvrdio objavu dekreta o Grozdetovu mučeništvu.
Time je dana dozvola za svečanu beatifikaciju, koja se obavila, kao što su iz Novog Mesta predlagali u Rim, 13. lipnja na Slovenskom euharistijskom kongresu u Celju. Mučenik Lojze Grozde službeno je bio proglašen blaženim za vrijeme svete mise na 11. nedjelju kroz godinu. U Papino ga je ime proglasio državni tajnik kardinal Tarcisio Bertone. Na celjskom stadionu svečanosti je prisustvovalo oko 40 tisuća vjernika. Naglasak je bio na tome, da mora biti sveta misa u središte kršćanskoga života, kao što je bila u životu mladoga Lojzeta. »Grozdetu je bila Euharistija sunce njegova života. Tako nije slučajno, da je bio baš za vrijeme Euharistijskog slavlja u Celju pred univerzalnom Crkvom službeno upisan u nebeski spisak blaženih.« Lojzeu je uzor euharistijeske pobožnosti bio i krčki biskup Antun Mahnić.

## Galerija slika
- Šentrupert s gotičkom župnom crkvom
- Mirna je mirno selo u jugo-istočnoj slovenskoj pokrajini Dolenjska.

## Također pogledajte
- Bl. Szilárd Bogdánffy
- Antun Mahnić
- Ljubomir Maraković
- Bl. Ivan Merz
- Bl. Marija Petković
- Ivo Protulipac
- Josip Stadler
- Bl. István Sándor
- Marica Stanković
- Bl. Alojzije Stepinac
- Crna knjiga komunizma

## Vanjske poveznice
Sestrinski projekti
|  | Wikizvor ima izvorni tekst Autor:Lojze Grozde |

Mrežna mjesta
- Blaženi Alojzij Grozde, službeno mrežno mjesto Novomeške biskupije
- Lojze Grozde po Slomšku drugi blaženi Slovenec, www.dnevnik.si
- Lojze Grojze, www.mladi.net
- "Mučenec Grozde naj bo vzor in svetilnik", www.rtvslo.si
- Alois Grozde, Ökumenisches Heiligenlexikon (njemački)